# Drin Kokaj
Drin Kokaj (* 28. August 2003) ist ein kosovarischer Skirennläufer. Er startet als Allrounder in allen Disziplinen.

## Karriere
Kokaj gab sein internationales Renndebüt am 12. November 2019 bei einem Juniorenrennen in Solda. Sein erstes internationales Großereignis bestritt er zwei Monate später bei den Olympischen Jugend-Winterspielen in Lausanne. Dort wurde er jedoch sowohl im Riesenslalom als auch im Slalom disqualifiziert.
Am 8. August 2023 konnte sich Kokaj erstmals unter den besten 30 eines Rennens eines kontinentalen Cups platzieren, jedoch erhielt er aufgrund eines zu großen Zeitrückstands keine entsprechenden Punkte.
Im weiteren Saisonverlauf startete Kokaj erstmals bei einer Alpinen Skiweltmeisterschaft. Bei den Wettkämpfen in Courchevel bzw. Méribel belegte er im Riesenslalom den 80. Platz.
Abgesehen von internationalen Großereignissen startet Kokaj hauptsächlich bei FIS-Rennen in Europa.

## Erfolge

### Weltmeisterschaften
- Courchevel/Méribel 2023: 80. Riesenslalom, DNQ Slalom
- Saalbach 2025: 66. Riesenslalom, DNF Slalom

### South American Cup
- Eine Platzierung unter den besten 30

### Olympische Jugend-Winterspiele
- Lausanne 2020: DSQ Riesenslalom, DSQ Slalom

### Weitere Erfolge
- 5 Platzierungen unter den besten 10 bei FIS-Rennen